# Papaipema nepheleptena
Papaipema nepheleptena é uma espécie de mariposa da família Noctuidae. Pode ser encontrada na América do Norte.
O número MONA ou Hodges para Papaipema nepheleptena é 9490.